# Lo smemorato di Collegno (miniserie televisiva)
Lo smemorato di Collegno è una miniserie televisiva trasmessa da Rai 1 in due serate, il 29 marzo e il 30 marzo 2009. È stato prodotto da Rai e Casanova Entertainment (Lorenza Bizzarri, producer Rai, Susanna Bolchi e Aureliano Lalli-Persiani).
Ispirata al caso Bruneri-Canella - una vicenda giudiziaria che appassionò l'Italia a partire dal 1926 - la fiction è stata diretta da Maurizio Zaccaro su sceneggiatura di Laura Ippoliti e Andrea Purgatori tratta dal libro di Lisa Roscioni Lo smemorato di Collegno. Storia italiana di un'identità contesa, pubblicato nel 2007 da Einaudi. Musiche originali di Andrea Guerra, fotografia di Fabio Olmi, montaggio di Babak Karimi, scenografie di Marta Maffucci e costumi di Simonetta Leoncini.
Sul medesimo argomento era stato girato nel 1962 un film per il cinema dal medesimo titolo (appunto, Lo smemorato di Collegno) diretto da Sergio Corbucci ed interpretato, fra gli altri, da Totò e Macario.
Fra gli interpreti principali della fiction del 2009 figurano Gabriella Pession, nel ruolo di Giulia Canella, Johannes Brandrup, in quello dello smemorato, e Lucrezia Lante della Rovere, nella parte di Rosa Bruneri.
Gli altri interpreti sono: Fabrizio Contri, Vittoria Piancastelli, Giuseppe Antignati, Sergio Grammatico, Piero Cardano, Paolo Pierobon, Francesco Rossini, Giuseppe Battiston, Gualtiero Burzi (nel ruolo di Renzo Canella), Marco Cassini, Franco Castellano, Bruno Corazzari, Adolfo Fenoglio, Maurizio Marchetti (come Francesco Canella), Alice Lussiana Parente (Giovane Donna), Marco Morellini e Alfonso Postiglione.